# Andrew Macdonald (producent)
Andrew Macdonald (ur. 1966 w Glasgow) – brytyjski i szkocki producent filmowy.
Współpracował ze scenarzystą Johnem Hodge’em i reżyserem Dannym Boyle’em przy filmach Płytki grób, Trainspotting i Życie mniej zwyczajne.
Razem z Duncanem Kenworthym założył DNA Films, wytwórnię filmową odpowiedzialną za produkcję takich filmów jak 28 dni później (2002), To właśnie miłość (2003) czy Ostatni król Szkocji (2007).
Jest bratem uhonorowanego Oscarem reżysera, Kevina Macdonalda.